# Pagan Poetry
Pagan Poetry è un singolo della cantante islandese Björk, pubblicato nel 2001 come secondo estratto dall'album Vespertine.

## Descrizione
Il singolo ha avuto un discreto successo in Gran Bretagna e in Canada, ma in generale, a causa della censura posta sul video da molte reti musicali, tra cui MTV, la canzone è rimasta piuttosto sconosciuta.
In occasione del Björk Orkestral, serie di concerti del 2021 in cui ha celebrato la sua carriera, Björk ha affermato sulla canzone:

## Il videoclip
Il controverso video di Pagan Poetry che, come afferma il regista Nick Knight, rappresenta una donna in procinto di sposarsi e di donarsi completamente al suo uomo, mostra immagini, fortemente distorte al computer, che sembrano alludere al sesso (anche orale), seguite da inquadrature di Björk, che indossa una veste fatta di perle (che le lascia il seno scoperto), nell'atto di introdursi nella pelle spilli e perline.

## Tracce

### CD1
1. Pagan Poetry (video edit) – 4:01
2. Pagan Poetry (Matthew Herbert Handshake Mix) – 6:16
3. Aurora (Opiate Version) – 4:06

### CD2
1. Pagan Poetry – 5:17
2. Domestica – 3:25
3. Batabid – 2:26

### DVD
1. Pagan Poetry (video)
2. Pagan Poetry (Matthew Herbert Handshake Mix)
3. Aurora (Opiate Version)

## Classifiche
| Classifica  | Posizione massima |
| ----------- | ----------------- |
| Canada      | 12                |
| Francia     | 49                |
| Regno Unito | 38                |
| Spagna      | 6                 |